# 石斑木小光壳炱
石斑木小光壳炱（学名：Asteridiella rhaphiolepis）是属于小煤炱目小煤炱科小光壳炱属的一种真菌，寄生在石斑木属植物上。该种分布于台湾。